# شکستن لنگ سیزده
شکستن لنگ سیزده تعبیریست که به یک رسم متداول نوروزی در میان عشایر و روستائیان برخی نقاط ایران (بویژه عشایر و روستائیان مناطقی از کرمان) اشاره دارد که بر مبنای آن سیزده به صورت فردی پلید یا دیوی منحوس تجسم می‌یابد که لنگ (پای) او در میانهٔ نوروز و سیزده بدر یا در نیمروز و ظهرگاه این روز شکسته و بدین ترتیب، سعد و برکت و باروری جایگزین نحوست و فقر و خشکسالی می‌شود.
بر اساس این آیین باید تا قبل از شکستن لنگ سیزده از انجام هر کار یا شروع هر فعالیت جدیدی خودداری نمود، امّا پس از این واقعه انجام هرکاری میمون و بابرکت خواهد بود.
از آنجا که عشایر و روستائیان پایبند بدین رسم از جملهٔ کهن‌ترین اقوام ایرانی محسوب می‌شوند و فرهنگ و آداب و رسوم رایج در بین آن‌ها از بکرترین و دست نخورده‌ترین فرهنگ‌های رایج در ایران به‌شمار می‌رود، بررسی دقیق و جزء به جزء این رسم افزون بر این که بر مقولهٔ نحس یا سعد بودن عدد سیزده در فرهنگ اساطیری ایران دریچه‌ای تازه می‌گشاید، از ارتباط آن با تولد زرتشت و به پیامبری رسیدن او خبر می‌دهد و همین‌طور به ویژه از مربوط بودن آن با یکی دیگر از مهم‌ترین اسطوره‌های کهن ایرانی یعنی نبرد تیشتر با اپوش دیو حکایت دارد.
تیشتر یا همان «تیر» که با نام: «ایزدبانوی باران»، «فرشته باران» یا «ستاره باران» نیز شناخته شده، معادل ستاره‌ای مشهور به همین نام است که پارسیان بدان نام شباهنگ داده و اعراب آن را معادل با شعرای یمانی خوانده‌اند. روز سیزدهم فروردین ماه در اساطیر ایران و اعتقادات عصر باستان روز متعلق به این ایزدبانو به‌شمار می‌آید و او (بر اساس مندرجات تیشتریشت که یشت متعلق به او در اوستا است)، پیوسته در نبردی حماسی با «اپوشه» یا دیو خشکسالی و قحطی است و سرانجام این الهه در نیم روز یا ظهر گاه روز سیزدهم فروردین بر اپوشه غلبه می‌کند و وی را شکست می‌دهد. این لحظه درست معادل با لحظه شکسته شدن لنگ سیزده در اعتقادات فولکلوریک و آیین‌های عشایر و روستائیان مناطقی از ایران است.

## شرح آیین
این آیین و اصطلاح مربوط بدان گرچه برای نخستین بار در مورد مردمان ساکن در برخی نواحی شهری و روستایی استان کرمان شرح داده شده، امّا از جمله سنن و آیین‌هایی است که در دیگر نقاط ایران و برخی کشورهای مجاور نمونه‌هایی دارد.
دکتر مجید ملک محمدی در نوشته‌ای در روزنامه اطلاعات با عنوان شکستن لنگ سیزده ضمن پرداختن به در نقاط مختلف ایران و به ویژه عشایر و روستائیان ایران با ذکر مثال‌هایی از نحوه به کار گرفتن عبارت مذکور و شرح ارتباط آن با سیزده نوروز یا همان «سیزده به در» این تعبیر را نوعی اشاره مطایبه‌آمیز متداول نزد روستائیان و عشایر زادگاه خود (روستای گوغر از توابع بافت) معرفی می‌کند.
مبنای این اعتقاد بر اساس نوشته او بر نحوست سیزده و رفع آن نحوست در میانهٔ فاصلهٔ اول تا سیزدهم فروردین یعنی در روز ۶ یا ۷ فروردین و در محدوده جغرافیایی دیگر در ظهرگاه سیزده فروردین دانسته شده‌است:
 بر اساس این اعتقاد نوروزی، رسم روستاییان این منطقه از کرمان بر این بوده که حتی‌المقدور در نخستین ایام پس از نوروز از شروع کارهای جدید خودداری کنند و بر عکس همه کارها را به حدود هفت روز پس از عید یعنی زمانی که لنگ سیزده شکسته‌است محول نمایند…
این آیین تلویحاً می‌خواهد بگوید که تا وقتی که پای سیزده نشکسته و سیزده چلاق و ناتوان نشده‌است و همچنان توانایی انجام حرکت‌های منحوس و نا میمون در جهت تخریب و نابودسازی کارهای انسان را دارد، باید از انجام هر کاری خودداری کرد و تا زمان شکستن لنگ سیزده و ناتوانی او دست نگه داشت؛ یعنی تا آن زمان نه باید کاری جدید انجام داد نه خرید و فروش کرد و نه به مسافرت رفت.
از مضمون حرفهای گویندگان چنین عباراتی همچنین بر می‌آید که زمان شکسته شدن لنگ سیزده هنگامی است که حدود شش یا هفت روز از فروردین گذشته باشد و راه رسیدن به سیزده نوروز به نیمه رسیده باشد.
به عبارت دیگر اگر در ذهن خود فاصله میان زمان تحویل سال (در نوروز ۲۹ اسفند یا اوائل فروردین) تا سیزده نوروز را یک فرد کامل و سالم به نام سیزده تصور کنیم هنگامی که نیمه نخست زندگی این فرد (یعنی از لحظه حلول سال جدید تا ۶ یا ۷ فروردین) طی شده باشد و عمرش به نصف رسیده باشد لنگ یا همان پای او خواهد شکست و بخش زیادی از توانایی‌های شوم او زایل خواهد شد

## در میان عشایر
برخی از محققین معتقدند که بکرترین و دست نخورده‌ترین رسوم و اعتقادات مربوط به ادوار باستانی و دوران‌های ماقبل تاریخی ایران را باید در میان عشایر این سرزمین جستجو نمود و بسیاری از رسوم و آیین‌های عشایری می‌توانند پایه و مایهٔ ماقبل تاریخی داشته باشند. در همین ارتباط نمونه‌ای شاخص از استفاده از تعبیر شکستن لنگ سیزده و اعتقاد به رسوم مربوط بدان را می‌توان در میان عشایر کرمان پیدا کرد و به عنوان نمونه عشایر طایفه ارشلو از ایل بچاقچی که امروزه در حد فاصل گوغر و سیرجان زندگی می‌کنند شاید مناسب‌ترین گروه برای این بررسی باشند.
(محل ییلاق عشایر ارشلو در محدودهٔ چهار گنبد که مابین سیرجان و گوغر می‌باشد واقع است) علاءالدین بهنیا و در اثری که پس از مدت‌ها زندگی و حشر و نشر با عشایر طایفه ارشلو از ایل بچاقچی دربارهٔ ویژگی‌های مردم شناختی این عشایر نوشته به وجود اعتقادات و رسومی پیرامون مفهوم شکستن لنگ سیزده در بین آنان اشاره کرده‌است که با آنچه پیرامون اعتقاد قدیمی‌های گوغر در این مورد گفتیم شباهت زیادی دارد اما به جهاتی با آن متفاوت است.
بهنیا نخست برای روشن ساختن موضوع به شرح رسم نوروزی بری پی در میان عشایر مذکور پرداخته‌است:
در اول فروردین ماه هر سال نحوه چرانیدن گوسفندان کاملاً متفاوت می‌شود بدین صورت که هرکدام از خانوارهای عشایری در سپیده صبح بره‌های خود را به پای مادرانشان می‌اندازند که به چنین عملی در گویش محلی بره پی می‌گویند (و وجه تسمیه آن این است که در چنین روز بزغاله‌ها به پای مادرانشان انداخته نمی‌شوند و فقط راجع به بره‌ها چنین کاری انجام می‌شود) و سپس همگی افراد شریک گله جمع می‌شوند و طی مراسم خاصی در روز اول عید (یکم فروردین) گوسفندان خود را از زیر قرآنی رد می‌کنند که آن قرآن در درون یک چادر (سرانداز) تمیز دختری نابالغ گذاشته شده و دو طرف آن چادر به دست دو نفر از بچه‌های کوچک که بهتر است این دو بچه هم دو دختر نابالغ باشند داده شده‌است در حالی که این دو بچه یا دو دختر نا بالغ در سر آغل ایستاده‌اند.
در مراسم بره پی تأکید ویژه‌ای که بر اجرای بخش‌های مهمی از این آیین توسط دختران نابالغ شده و پس از آن به ارتباط این رسم با مفهوم لنگ سیزده و شکسته شدن آن اشاره می‌شود:
اگر عشایر در روز اول عید موفق به بره پی نشوند باید تا لنگ سیزده یعنی نیمه اول سیزده روز بعد از نوروز صبر کنند (یعنی تا حدود ششم و هفتم فروردین) حتی اگر در این روز موفق به این عمل نشوند باید تا ۱۴ فروردین ماه صبر نمایند چون که اعتقاد دارند گوسفندان آن‌ها «سیزده گیر» می‌شوند (یعنی دچار نحوست سیزده می‌شوند)
همین رسم عشایری در جایی دیگر به گونه واضح تری شرح داده شده‌است:
عشایر ارشلو روز اول فروردین ماه هر سال را جزء روزهای خوب می‌دانند اگر در این روز موفق نشوند کار خود را شروع کنند مثلاً بره پی) صبر می‌کنند تا به اصطلاح خودشان لنگ سیزده بشکند یعنی هفت روز از عید بگذرد و در روز هفتم بره‌ها را به پای مادرانشان ریخته و روانه مراتع می‌سازند. در صورت موفق نشدن در این روز می‌بایست تا روز چهاردهم فروردین صبر نمایند و در این روز کار خود را آغاز نمایند.
بهنیا در مورد پایبندی عشایر به این رسم خاطره ذیل را نقل می‌کند:
یکی از خریداران قالی بیان می‌کرد که من در روزهای قبل از هفتم عید خریدار قالی شدم ولی به هر خانواده‌ای (از عشایر) که سر می‌زدم در جواب من گفته می‌شد تا لنگ سیزده نشکند قالی را از خانه خودمان بیرون نمی‌کنیم.
براساس این رسم انگار با گذشتن هفت روز از شروع سال و شکستن لنگ سیزده وقفه‌ای موقت در نحوست سیزده ایجاد می‌شود و فرصت کوتاهی برای پیشبرد امور و انجام کارها در یک روزخاص ایجاد می‌شود که اگر از این فرصت استفاده نشد دیگر باید تا بعد از سیزده نوروز یعنی زمان مرگ کامل سیزده صبر کرد.

## در برخی شهرها
در جاهای دیگر از ایران و از جمله نقاط و شهرهایی از استان پهناور کرمان تعبیر شکستن لنگ سیزده منحصر به واقعهٔ متصوّر در نیمه اول سیزده روز بعد از نوروز نبوده و در معانی و مصادیق متفاوت از آنچه گفته شد نیز کاربرد دارد و مثلاً در شهر سیرجان و برخی روستاهای آن کاربرد این تعبیر به روز سیزدهم نوروز نیز مربوط می‌شود و سیرجانی‌ها معتقدند که با از نیمه گذشتن این روز و رسیدن آفتاب سیزده به وسط آسمان یعنی رسیدن ساعت در روز سیزدهم فروردین به حدود ساعت یک بعد از ظهر یا همان ساعت ۱۳) لنگ سیزده می‌شکند و با این اتفاق نحوست آن برطرف خواهد شد. این زمان یعنی ساعت ۱۳ از روز ۱۳ درست معادل با زمانی است که تیشتر بر اپوشه غلبه می‌کند.

## نبرد تیشتر و اپوشه
نبرد تیشتر و اپوشه یکی از کهنترین اسطوره‌های ایرانیست که یشت هشتم یا تیشتریشت در اوستا به شرح این حماسهٔ شگفت‌انگیز و تمام عیار اختصاص یافته‌است. حماسه‌ای اسطوره‌ای که البته به‌طور مستقیم و از طریق پیوند با موضوع برکت و خشکسالی با زندگی عادی و روزمره مردم در ارتباط تصور می‌شده‌است.
برخی معتقدند شرایط آب‌وهوایی گرم و خشک و سال‌های کم‌باران در فلات ایران به ویژه در سرزمین‌های کم بارانی همچون کرمان موجب پیدایش برخی باورها شده‌است که برخی از آن‌ها حدود چهار هزار سال قدمت دارند و با وقایع کیهانی در دوران باستان در ارتباطند.
بر مبنای این اعتقاد، ستاره تشتر که پارسیان آن را شباهنگ و اعراب «شعرای یمانی» خوانده‌اند، ستاره باران‌آور دانسته شد و ستاره اَپوش یا همان اَپَـئوشَـه یا قلب‌العقرب، دیو خشکسالی و از بین برنده آب‌ها و هماورد تشتر به‌شمار آمد.
در تشتر یشت اوستا که به راستی یکی از شگفت انگیزترین بخش‌های اوستا و یکی از کهن‌ترین نمایشنامه‌های بشری است، به روشنی نبرد تشتر و اپوش گزارش شده‌است. در این نبردها، گاه پیروزی از آن تشتر و گاه از آن اپوش است.
نمونه‌هایی از نبرد کیهانی این دو در تشتر یشت اوستا به تصویر درآمده‌است:
آنگاه تشتر درخشان و شکوهمند با پیکری به مانند اسبی سپید و زیبا با گوش‌های زرین و لگام زرنشان به دریای فراخکرت فرو می‌آید و به رویارویی او دیو اپوش با پیکری به مانند اسبی سیاه به در می‌آید… آنگاه تشتر درخشان و شکوهمند و دیو اپوش هر دو به هم درمی‌افتند و هر دو با یکدیگر نبرد می‌کنند. سرانجام تشتر درخشان و شکوهمند بر دیو اپوش چیره می‌شود و او را شکست می‌دهد.
بر اساس مندرجات این یشت از اوستا، گاهی نیز اپوش دیو بر تیشتر پیروز می‌شود. غلبه اپوش از آنجا که به منزلهٔ کمبود باران و خشکسالی است، با عباراتی غم‌انگیز در اوستا همراه می‌شود:
آنگاه تشتر درخشان و شکوهمند و دیو اپوش سه شبانروز با یکدیگر نبرد می‌کنند. سرانجام دیو اپوش بر تشتر درخشان چیره می‌شود و او را شکست می‌دهد. پس آنگاه تشتر ناله و اندوه در خواهد داد که: وای بر من ای اهورامزدا، بدا به روزگار شما ای آب‌ها و ای گیاهان.
با این وجود در اعتقادات ایرانیان، پیروزی نهایی همواره از آن تیشتر (ایزدبانوی باران) می‌باشد و شاخصترین این پیروزی‌ها در هنگام فرارسیدن سال نو و در ظهرگاه سیزده فروردین (روز تیشتر) می‌باشد.
در این مورد پس از شرح غلبه تشتر بر اپوش در اوستا آمده‌است:
 پس آنگاه تشتر درخشان خروش شادکامی سرخواهد داد که خوشا به شما ای سرزمین‌ها، ای آب‌ها و ای گیاهان! اینک آب‌ها روانند در جویباران شما، روانند به سوی کشتزاران شما، روانند به سوی همه جهان… فرمانروایان خردمند و جانوران آزادی که در کوهساران به سر می‌برند، چشم به راه بردمیدن او هستند. او که پس از بردمیدنش، سالی خوش یا سالی بد برای کشور می‌آورد… آیا سرزمین‌های ایرانی از سالی خوش بهره‌مند خواهند شد؟
غلبه تیشتر بر اپوشه در ظهرگاه سیزده فروردین و مطابقت زمانی این پدیدهٔ اسطوره‌ای با لحظه شکستن لنگ سیزده در برخی اعتقادات و آیین‌های عشایری، در کنار بعضی نکات دیگر همچون حضور دختران نابالغ در رسوم میانهٔ نوروز و سیزده بدر (یعنی زمان دیگری که در اعتقادات روستائیان و عشایر لنگ سیزده می‌شکند) و اساساً حضور زنان و دختران نورس و دم بخت در اغلب رسوم و آیین‌های سیزده در نقاط مختلف ایران همگی نشانه هاییست که شکستن لنگ سیزده را با شکست اپوشه از تیشتر پیوند می‌دهد.

## شباهت با آیین‌های ایران باستان
گرچه بر اساس برخی قرائن پیشینهٔ این اعتقاد و رسوم مربوط بدان، به زمانی بالغ بر چهار هزار سال قبل و دوران‌های قبل از ظهور و همه گیر شدن آیین زرتشت بازمی‌گردد، اما تأمل در آثار و منابع بر جای مانده از دوران‌های باستان نشان می‌دهد که این رسم در دوران‌های باستانی و زمان رواج آیین زرتشت نیز نمونه‌های مشابهی داشته‌است. به عنوان مثال همان‌طور که عشایر تا قبل از شکستن لنگ سیزده یعنی در فاصلهٔ نوروز تا ۷ فروردین ماه از انجام فعالیت‌های مهم خویش خودداری کرده و این فعالیت‌ها را به روزهای بعد از شکستن لنگ سیزده یعنی روز ۷ فروردین و چند روز نخست پس از آن تا قبل از سیزده محول می‌کنند، شاهان باستانی ایران نیز بر خلاف پادشاهان دوران‌های متاخر فعالیت‌هایی مثل بارعام و سلام‌های عمومی و همگانی را هرگز بعد از نوروز و در روزهای نخست فروردین ماه برگزار نمی‌کرده‌اند.
دکتر حسین تجدد در این باره می‌نویسد:
در دوره باستان از روز نهم تا سیزدهم فروردین (یعنی از یک یا دو روزپس از طی شدن هفت روز نخست نوروز) بارهمگانی شاه برای پذیرفتن تمام گروه‌ها برگزار می‌شده‌است.
به نظر می‌رسد که قدمت و اصالت و رواج این اعتقاد و رسوم مربوط بدان تا بدانجا بوده که باعث شده پس از ظهور دین زرتشت، برخی از مبانی اساسی این دین نیز با اسطوره‌های کهن ایرانی پیوند بخورد و از این روی مقارنت زمان شکستن لنگ سیزده در اعتقادات عشایر محتملا با زمان تولد و پیامبری زرتشت اتفاقی نیست.

## مقارنت با زمان تولد و پیامبری زرتشت
بر مبنای این آیین اعتقاد بر آن است که شکستن لنگ سیزده در میانهٔ فاصلهٔ اول تا سیزدهم فروردین ماه اتفاق می‌افتد و این همان روز خاصی است که در صورت حلول سال در اول فروردین ماه به هفتم و در صورت حلول در ۲۹ اسفند به ششم فروردین منطبق می‌شود و از این جهت شاید بتوان این رسم را به یکی دیگر از اعتقادات ایرانیان عصر باستان و زرتشتیان امروز مرتبط دانست. در واقع از منابع زرتشتی چنین بر می‌آید که زمان شکستن لنگ سیزده درست مصادف با همان روزی است که «اشوزرتشت» (زرتشت پاک) در آن به دنیا آمده‌است و ضمناً شکستن لنگ سیزده در روزی اتفاق می‌افتد که در همان روز زرتشت به پیامبری رسیده‌است!
بر اساس نوشته هاشم رضی زرتشتیان قدیمی کرمان دربارهٔ روز ششم فروردین اعتقادات متعددی داشته و مراسم خاصی را در این روز برگزار می‌کنند:
 روز ششم فروردین (خورداد و فروردین ماه) روز تولد و نیز به پیامبری رسیدن "اشوزرتشت" است. این روز که نزد تمام زرتشتیان عزیز و محترم است در هر منطقه ویژه خود تا امروز برگزار می‌شود.
در شهر کرمان پیش از غروب آفتاب همگی در" شاه ورهرام ایزد گردهم می‌آمدند. هرکس زیباترین لباس خود را می‌پوشید. کودکان حتی لباس عید خود را نگه می‌داشتند تا در این روز به تن کنند. با حضور موبد و اوستا خوانی مراسم شروع می‌شد. بر سر سفره مقابل موبد: گل و شمشاد و عکس آشور زرتشت حتماً وجود داشت.
نقل و شیرینی می‌گرداندند، رئیس انجمن زرتشتیان خیر مقدم و تبریک سال نو و جشن ششم فروردین را می‌گفت و پس از آن اجرای سرودها و نمایش‌های سنتی و مذهبی، شعرخوانی، موسیقی و… انجام می‌شد.
در این جشن مسلمانان نیز می‌توانستند حضور پیدا کنند و پس از آن مراسم خیرات آش و "سیرو" و دید و بازدید یکدیگر برقرار می‌گردید "سیرو" نوعی نان ویژه مراسم مذهبی زرتشتیان کرمان است که خمیر آن در روغن سرخ می‌شود و روی آن پودر قند می‌پاشند. مسلمانان بدان"روغن جوشو" یا "روغن جوشی" می‌گویند) این مراسم کم و بیش به همین شکل در کرمان و نیز شیراز برگزار می‌شود ولی در یزد مراسم دیگری نیز اجرا می‌شده‌است.
در شب ششم فروردین که به نام شب "هوزه رو" خوانده می‌شد، تمام زرتشتیان در آتشکده کرمان جمع می‌شدند و کوزه سبزی را که قبلاً هر کس در آن چیزی انداخته بود می‌آوردند و دختر نا بالغی می‌نشست و به ترتیب اشیا را از کوزه بیرون می‌آورد. حاضرین برای هر شیئ آن شعر را جواب نیت شعر خود می‌گرفت.
سپس ظرف مسی بزرگی را می‌آوردند و دستمال ابریشمی سبز رنگ بزرگی روی آن می گسترداند و هر کس که نیتش خوانده می‌شد مخفیانه از زیر دستمال پولی در ظرف می‌انداخت. کسی که مسئول گرداندن ظرف بود این پول‌ها را به فقرا می‌داد ولی از آنجا که در بین زرتشتیان کرمان معمولاً کسی نبود که محتاج صدقه باشد این پول صرف سفید کردن ظروف مسی آتشکده می‌شد.
شب روز ششم (شب هفتم) با جشن و شادی و آواز خاتمه میافت.

## رد پای تیشتر در رسوم سیزده نوروز
اغلب رسوم قدیمی که ایرانیان در روز «سیزده بدر» و هنگام گردش در طبیعت به جا می‌آورده‌اند، به نوعی با تیشتر در ارتباط بوده‌اند و در فرهنگ اساطیر ایران برای رسم‌های سیزده بدر، معنی‌های تمثیلی وجود دارد که ربط هریک را با این الهه کهن آشکار می‌سازد:

### شادی و خنده و روبوسی
شادی و خنده در روز سیزده فروردین به معنای فروریختن اندیشه‌های تیره و پلیدی، و دور ساختن زشتی‌ها و کژیهایی است که از دیرباز در اعتقادات ایرانیان باستان به دیوان نسبت داده می‌شده‌اند. به همین ترتیب روبوسی نماد آشتی و دوستی و به منزله دور ساختن کین و دشمنی و تزکیه و پاکی روح، آمده‌است.
این کار در واقع نماد و تمثیلی از امید برای پیروزی تیشتر بعوان نماد باروری و شادی بر اپوشه به عنوان نماد خشکسالی و رنج است.

### مسابقه دادن
رسم مسابقه‌ها در روز سیزده به ویژه مسابقه اسب دوانی یادآور نبرد و کشمکشی است که در این روز میان ایزد باران و دیو خشکسالی در آسمان جریان دارد.
توجه شود که تیشتر در اسطوره‌های ایرانی به شکل اسبی سپید و باشکوه توصیف شده و برعکس اپوشه اسبی سیاه‌رنگ و بدقواره است.

### شوخی‌ها و دروغ سیزده
از دیگر رسوم ایرانی در مراسم سیزده بدر شوخی‌های رد و بدل شده در این روز و موضوع دروغ سیزده است. این روز که بی شباهت با دروغ‌های روز اول آوریل، نیست نشان از دیرینگی شوخی‌های سیزده بدر است. باید دانست که روز اول آوریل، هر چهار سال یکبار مصادف با روز سیزده فروردین (و سه سال با ۱۲ فروردین) می‌باشند.
شوخی‌ها و دروغ سیزده حاوی اشاره به نبرد تیشتر با اپوش دیو بوده و نوعی دست انداختن و تمسخر دیو خشکسالی باشد که در فرهنگ باستانی ایران بارها با دیو دروغ معادل واقع شده‌است.

### بریان کردن گوسفند
بریان کردن گوسفند در نیم روز یعنی در لحظه شکست «اپوشه» (دیو خشکسالی) بوده که البته این گوسفند بریان نثار مقدم صاحب روز سیزده یعنی همان «تیشتر» (بانو بغ باران و جویباران) می‌شده تا او مزارع و کشت‌های نو دمیده را سیراب سازد.
خوردن غذا در دشت که در اعصار بعدی متداول شده نشانهٔ دیگری از هدیه به تیشتر و جایگزین فدیه گوسفند بریان به اوست.

### بیرون انداختن سبزه
دیگر رسم معمول در روز سیزدهم نوروز که البته هنوز هم متداول است رسم بیرون انداختن "سبزه" یا به آب سپردن آن است که باز هم در ارتباط با "ایزد بانوی باران" یا همان "تیشتر" می‌باشد:
"خوردن غذای روز سیزده نوروز در دشت و صحرا (که امروزه هم انجام می‌شود) نشانه همان فدیه گوسفند بریان است که در اوستا امده و افکندن سبزه‌های تازه دمیده نوروزی به آب روان جویبارها تمثیلی است دادن فدیه به "ایزد آب" آناهیتا و "ایزد باران و جویبارها، تیر (تیشتر) " و به این طریق تخم بارور شده‌ای را که "ناهید"فرشته موکل بر آن بوده‌است به خود "ناهید" بازمی‌گردانند و گیاهی را که "ایزد تیر"(=تیشتر) پرورانده‌است به خود وی باز می‌سپردند تا موجب برکت و باروری و آبسالی در سال نو باشد"
به آب افکندن سبزه‌های تازه رسته - نشانه دادن هدیه به ایزد آب یا "ناهید"

### گره زدن سبزه
و گره زدن سبزه برای باز شدن بخت و تمثیلی برای پیوند زن و مرد برای تسلسل نسل‌ها،
حتی گره زدن سبزه در روز سیزدهم نوروز نیز به نوعی با برکت و باروری و زایشی که در اعصار کهن به ایزد بانوان مقتدری چون "آناهیتاً و "تیشتر" نسبت داده می‌شده، مرتبط است و از آنجا که دختران جوان و نورسته سمبلی از این ایزدبانوان به‌شمار می‌آمده‌اند در این رسم نیز نقش ویژه‌ای به آنان داده شده‌است:
"گره زدن دو شاخه سبزه در روزهای پایان زایش کیهانی را تمثیلی از پیوند یک مرد و زن برای پایداری تسلسل زایش انگاشته‌اند" رسمی که انجام آن بیشتر به دختران دم بخت توصیه شده‌است"
گره زدن سبزه، به نیت باز شدن گره دشواری‌ها و برآورده شدن آرزوها، از جمله بیرون کردن نحسی است. این باور، معروف است که "سبزه گره زدن" دختران "دم بخت"، شگونی برای ازدواج و همسر یابی، می‌باشد.

## دختران نورسته در رسوم سیزده
به حضور دختران نابالغ در آیین‌های مرتبط با اعتقاد شکستن لنگ سیزده نشان از ارتباط این آیین با تیشتر و نبرد مشهور او با اپوش دیو و می‌توان آن را
دختران نورسته در رسوم ایرانیان سیزده بدر و حضور دختران نابالغ در
زرتشتیان کرمان در سیزدهم نوروز حتماً سبزه گره می‌زدند، مخصوصاً دختران دم بخت که در آخرین لحظات گره سستی به سبزه می‌زدند تا باد آن را باز کند و پیش از تمام شدن سیزده بدر این شعر را می‌خواندند: سیزده بدر، چهارده به تو، درد و بلام ورتوکتو (به گویش کرمانی یعنی درد و بلایم داخل سوراخ برود)، که درد و بلاها و نحسی سیزده دور شود"
یا در "سیرجان" که:"غروب سیزده، موقعی که می‌خواهند به منزل برگردند، علف‌ها را گره زده و می‌گویند: "سیزده در، چهارده به تو، درد و بلام(=بلای من) توی این کتو(=سوراخ)، بعضی از زن‌ها می‌گویند:" سیزده به در، چهارده به تو، درد و بلام تو سر مرد قدقدو(=نق‌نقو)! و بعضی از دخترهای دم بخت می‌گویند: "سیزده به در، چهارده به تو، سال و دگر، بچه بغل، خونه شوهر"
و نیز در بم:" (در روز سیزدهم) مخصوصاً دختران دم بخت ساقه گندم را گره می‌زدند و می‌خواندند:
"سیزده به در، چهارده به تو، از این کتو ور اون کتو، فردا میشه قیامتو، سال دگر، بچه ور (=بر) بغل خونه شوهر" وقس علی‌هذا.
حتی در استان‌های دیگر به جز کرمان نیز رسوم مربوط به سیزدهم نوروز با دختران دم بخت و ازدواج آنان و به‌طور کلی با زایش و تسلسل حیات پیوند ناگسستنی دارد به عنوان مثال:
در گناباد روز سیزده به در دختران دم بخت ملکه یی برای خود انتخاب می‌کنند و به رقص و پایکوبی می‌پردازند. در همدان در روز سیزده به در بعد از بازگشت از صحرا دخترها سوار شیر سنگی می‌شوند و بر این باورند که این کار بخت آن‌ها را باز می‌کند و…

## دختران نابالغ نمادهای تیشتر
با این تفاصیل می‌توان حدس زد که تأکید بر حضور دختران نا بالغ در رسمهایی که حدود هفت روز پس از عید و به قول معروف در زمان «شکستن لنگ سیزده» به جا آورده می‌شوند، تأکیدی است که در واقع «ایزد بانوی باران» و کشمکش و نبرد همیشگی او با «دیو قحطی و خشکسالی» را مدنظر قرار داده‌است و پیروزی و غلبه دائمی این «ایزد بانو» را یادآوری می‌کند البته این پیروزی و غلبه درست در لحظه‌ای اتفاق می‌افتد که بیشتر عمر «سیزده» طی شده و حیات آن از نیمه گذشته باشد.
نکته جالبی که می‌تواند آیین‌های جشن و سرور مربوط به زادروز زرتشت و زمان گزینش او به پیامبری در اعتقادات زرتشتیان را با اعتقادات و رسوم عشایر و روستاییان کرمان پیرامون شکستن لنگ سیزده که در نیمه اول سیزده روز بعد از نوروز مربوط بکند، علاوه بر مقارنت زمانی این دو پدیده نقش دختران نابالغ در اجرای هر دوی آنهاست که در بالا به آن اشاره شد.
وی در این باره می‌نویسد:
به زعم نگارنده این نکته رمزی است که قدمت چنین رسوم و آیین‌هایی را به هزاران هزار سال قبل یعنی به زمان سیطره مقتدرانه پانتئون «ایزدبانوان» یا «الهگان» بر اعتقادات مذهبی ساکنان فلات ایران بازگرداند، یعنی به اعصاری حتی قبل از عصر ظهور زرتشت و زمان پرستش آناهیتا یا همان ناهید… عصری که برخی آن را عصر مادر سالاری نیز خوانده‌اند یکی از معروف‌ترین این ایزد بانوان «بانو بغ باران و جویباران» می‌باشد که گاه به او «فرشته باران» یا «: ستاره باران» نیز گفته شده و نام اصلی او «تیشتر» یا «تیر» می‌باشد و اتفاقاً (همان‌طور که گفتیم) روز سیزدهم فروردین ماه در اعتقادات عصر باستان روز متعلق به او به‌شمار می‌آید چرا که الهه مذکور در نیم روز یا ظهر گاه این روز بر «اپوشه» یا دیو خشکسالی و قحطی غلبه می‌کند
در «دانشنامه مزدیسنا» نیز آمده
روز سیزدهم نوروز در ایران سیزده به در گفته می‌شود و در این روز همگان برابر یک رسم به بیرون شهر رفته و به تفریح و گردش می‌پردازند تا به اصطلاح نحوست این روز را به در کنند" اما باقی‌ماندن چنین رسمی تا به امروز بدون تردید با نیاز همیشگی مردم به بارش باران وبرکت اسمانی بی ارتباط نبوده‌است شاید یکی از دلایل حفظ سیزده بدر در میان ایرانیان به مناسبت همنام بودن این روز با نام "تیستر" یا ایزد و ستاره باران بوده باشد و مردم (درواقع) برای نیایش و درخواست باران برای کشاورزی بیرون می‌رفته‌اند…(جشن دیگر در همین ارتباط) جشن "تیرگان" یا "آب ریزان" می‌باشد که این جشن را هم در روز سیزدهم از ماه تیر یا همان "تیرآذر" بر پا می‌کرده‌اند و هم اکنون نیز زرتشتیان (از جمله در کرمان) این روز را جشن گرفته و با پاشیدن آب به یکدیگر نوای شادی سر می‌دهند"

## نحوست یا میمنت سیزده
در مورد روز و عدد سیزده از دیرباز دو اعتقاد متضاد وجود داشته‌است: برخی این روز را نحس دانسته، به همین دلیل برای رفع بلا به دامان طبیعت پناه می‌بردند و برخی دیگر این روز را خجسته پنداشته و برای گذراندن بهتر این روز از طبیعت یاری می‌جستند.
با این وجود در باورهای اصیل ایرانی نحوست سیزده چندان پذیرفته نیست و اساساً ایرانیان هر یک از روزهای ماه خورشیدی از آنِ یکی از ایزدان و مینویان دانسته و به نوعی قائل به خجسته بودن و فرخندگی تمامی روزهای سال بوده‌اند. به همین دلیل برخی معتقدند که نحس بودن عدد سیزده، ارتباطی با فرهنگ ایرانی ندارد و از اعتقادات جوامع غربی و اروپایی بوده و پس از آشنایی و گسترش روابط ایرانیان با اروپاییان از عصر صفوی به بعد، به ایران راه یافته‌است.
در این ارتباط دانشمند بزرگ ایران ابوریحان بیرونی در کتاب مشهور آثار الباقیه نحوست سیزده را به کلی رد کرده‌است وی می‌نویسد:
روز سیزدهم نوروز بسیار خجسته و نیک و در حقیقت به منزله جشن بزرگ است. این روز بسیار نیکو و خرم است و به هیچ وجه کراهت ندارد… ایرانیان قدیم بعد از دوازده روز جشن و شادی (در ابتدای نوروز) که به یاد دوازده ماه از سال بوده‌است روز سیزدهم نوروز را که روزی فرخنده و نیک است به باغ و صحرا رفته و شادی می‌کردند و برای بارش باران دعا می خوتاندند و بدین ترتیب رسماً دوره جشن نوروز را به پایان می رساندنند
بر این اساس انتخاب سیزده برای این جشن ایرانیان، نه به دلیل نحس بودن آن، بلکه از آن روی است که روز سیزدهم هر ماه خورشیدی در گاهشماری‌های ایرانی از آنِ ایزد «تیشتَـر»، ایزد آورنده باران و سال خوب، است. (در گاهشماری سیستانی «تیرکیانوا»، در سغدی «تیشیج»، در خوارزمی «چیریج») ایزدی که با به نیمه رسیدن روز سیزده و با سیطره بر دیو خشکسالی به اوج پیروزی و درخشش خویش دست می‌یابد، امّا اعتقاد عمومی ایرانیان از قبل نیز بر پیروزی حتمی و همیشگی اوست.
ایرانیان این روز را برای خجستگی بسیار آن انتخاب کرده‌اند و اینکه در برخی نواحی نیز که سیزده‌بدر را در روز چهارشنبه برگزار می‌کنند هم به همین سبب بوده‌است. چرا که روز چهارشنبه در ایران باستان با نام «تیشتَر شید» شناخته می‌شده و در نتیجه پیوندی میان چهارشنبه و روز سیزدهم وجود دارد.
در واقع ایرانیان اگر چه همصدا با سایر اقوام سیزده را نحس و آن را نشانه‌ای از پایان کیهان و مرگ و نیستی بشر می‌دانند اما اعتقاد راسخ و دیرین آنان به پیروزی همیشگی خیر بر شر باعث می‌شود که از پس این نحوست و بعد از این مرگ و نیستی به نوعی حیات مینوی یا معنوی در جایگاهی جاودانه و ابدی بینجامد.
حیاتی که پس از دوازده هزار سال عمر جهان و در هزاره سیزدهم آغاز خواهد شد و این هزاره سیزدهم در واقع زمان پیروزی اهورامزدا بر اهریمن (در اعتقادات زرتشتیان) می‌باشد و قبل از آیین زرتشت نیز در پیروزی ایزدبانوانی چون «تیشتر» بر دیوانی همچون «اپوشه» تجلی داشته‌اند.
دکتر بهرام فره‌وشی شکل زرتشتی و اساطیری این اعتقادات را چنین شرح داده‌است:
در اساطیر ایرانی عمر جهان هستی دوازده هزار سال است و عدد دوازده از بروج دوازده‌گانه شکل گرفته‌است و پس از این دوازده هزار سال دوره جهان بسته می‌شود و انسان‌هایی که در جهان هستی وظیفه آن‌ها جنگ در برابر اهریمن است پس از این دوزاده هزار سال پیروزی نهایی بر اهریمن می‌یابند و با ظهور «سوشیانت» آخرین نیروزی اهریمنی از میان می‌رود و جنگ «اهورا مزدا» بر ضد «اهریمن» با پیروزی پایان می ابد. از ان پس دیگر جهان مادی وجود نخواهد داشت و آدمیان به جایگاه ابدی خویش به عالم مینوی بازمی‌گردند.
با دانستن این مقدمه می‌توان گفت نخستین دوازده روز جشن ایش انسان‌ها گویا تمثیلی از این دوازده هزار سال زندگی و زایش انسان هاست و روز سیزدهم می‌تواند تمثیلی از هزاره سیزدهم باشد که آغاز رهایش از جهان مادی است و از این رو سیزدهم می‌تواند روز بازگشت ارواح به مینو و روز بزرگ رامش کیهانی باشد
اعتقاد به شکسته شدن لنگ سیزده از معدود رسوم ایرانی است که نحوست سیزده را در کنار میمنت و مبارکی آن مدّ نظر قرار داده‌است و با اعتقاد باستانی ایرانیان مبنی بر غلبهٔ نهایی خیر بر شر در ارتباط است. بر مبنای این اعتقاد و رسم آیینی نحوست سیزده تنها تا زمانیست که قدرت وی زایل نشده باشد.
بدین ترتیب و با عنایت به همه آنچه که تاکنون گفته‌ایم می‌توانیم به این نتیجه نهایی برسیم که در اعتقادات و رسوم ایرانیان مفهوم نحوست سیزده و مرگ و نیستی و خشکسالی ناشی از آن از طریق ارتباط با پیروزی حتمی ایزد بانوان باران و برکت و باروری و به‌طور کلی با اعتقاد به غلبه نهایی نیروهای خیر بر شر با نوعی شادی و سرور در هم آمیخته‌است و از این جهت تعبیر شکستن لنگ سیزده که یک رسم روستایی و عشایری در کرمان است می‌تواند معرفی مناسب برای این اعتقاد هزاران هزار ساله باشد چرا که در این تعبیر هم نحوست سیزده با نوعی شوخی و مزاح در هم آمیخته و موضوعی مفرح و امید بخش ایجاد کرده‌است.